# ゲザ・ジチー
ゲザ・ジチー（Géza Zichy [ˈɡeːzɒ ˈzitʃi], 1849年7月22日 - 1924年1月14日）は、ハンガリーの作曲家で隻腕のピアニスト。

## 略歴
ヴァーショニ＝ケオ伯爵の称号を有する貴族のジチー家（Graf Zichy zu Vásony-Keö）に生まれる。少年時代にフランツ・リストにピアノを学んで音楽の学習を始めるが、14歳の時に狩猟の際の猟銃の暴発事故で右手を失う。それでも左手のためのピアノ曲を作曲して演奏することにより、ピアニストとして立つ決心を固め、ピアノをリストに、作曲をローベルト・フォルクマンに師事して学業を終えた。リストは、自作を左手用に編曲して彼に献呈した。
1890年よりピアニストとして国際的に活躍し、音楽評論家のエドゥアルト・ハンスリックなどから称賛された。
1875年から1892年までハンガリー王立音楽院（現リスト・フェレンツ音楽大学）の院長を務めるかたわら、1891年から1894年までブダペスト歌劇場の監督を務めた（当時の同歌劇場の楽長はグスタフ・マーラーであった）。
6つのオペラ（大成功を収めた「ラーコーツィ三部作」を含む）のほかに、カンタータ《ドローレス》（Dolores）やバレエ音楽《ジェマ》（Gemma）、左手のためのピアノ協奏曲（史上初とされる）や左手のための練習曲、歌曲を遺した。3巻からなる自叙伝も上梓している。
従兄のミハーイ・ジチー（1827年 – 1906年）は画家として名を挙げた。
セオドア・イーデルは著書『片手のためのピアノ曲』において、まるまる1章をジチに割いている。

## 主要作品一覧

### 歌劇
- A vár története (1888)
- Alár (1896)
- Roland mester (1899)
- Nemo (1905)
- Rákóczi Ferenz (1909)
- Radostó (1912)

### ピアノ曲
- "Valse d'Adèle"
- Allegretto Grazioso
- 左手のための4つの練習曲
- 左手のための6つの練習曲
- ヨハン・ゼバスティアン・バッハ「シャコンヌ」の編曲